# Cathédrale Sainte-Marie-et-Sainte-Hélène de Brentwood
La cathédrale Sainte-Marie-et-Sainte-Hélène (en anglais : Cathedral of St Mary and St Helen) est la cathédrale catholique romaine de la ville anglaise de Brentwood, dans le comté d'Essex. Elle est le siège du diocèse de Brentwood.

## Histoire

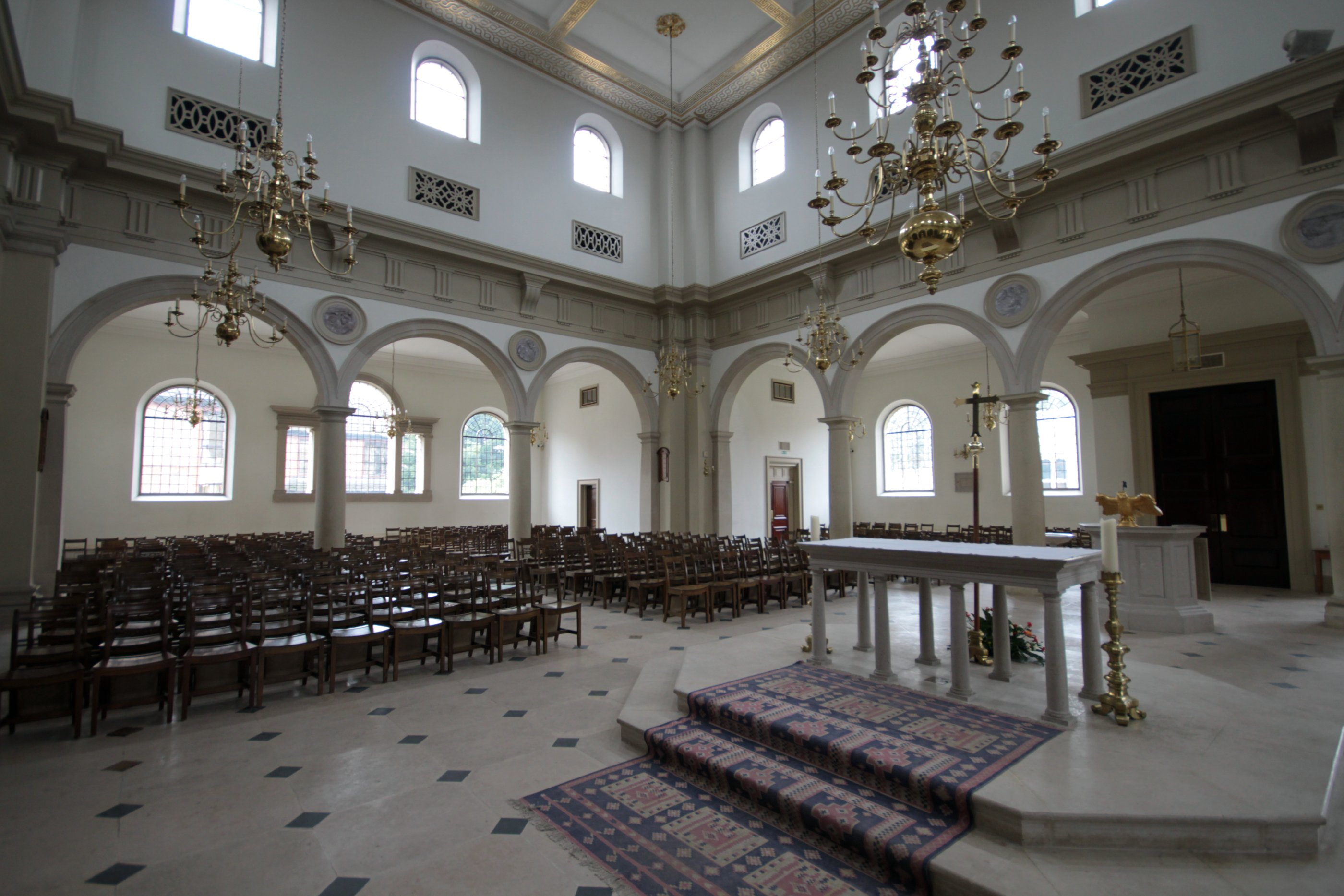
Vue partielle de l'intérieur.

Une église paroissiale a d'abord été construite dans un style gothique en 1861, et ce bâtiment, relativement petit, a été promu cathédrale en 1917 à la création du diocèse.
La nouvelle cathédrale de Brentwood a été consacrée par le cardinal Basil Hume, le 31 mai 1991. Les donateurs ont choisi de rester anonymes et l'argent n'a été récolté qu'à cette fin. 
L'architecte Quinlan Terry (en) fut chargé de construire le nouveau sanctuaire. Il s'est inspiré du début de la Renaissance italienne et du baroque anglais (en) de Christopher Wren.
La cathédrale a été conçue selon un plan carré, centré sur le maître-autel, placé dans la nef pour s'adapter aux changements de la mode liturgique après le concile Vatican II.

## Source
- (en) Cet article est partiellement ou en totalité issu de l’article de Wikipédia en anglais intitulé « Brentwood Cathedral » (voir la liste des auteurs).